# Pristimantis cruentus
Pristimantis cruentus é uma espécie de anfíbio  da família Craugastoridae.
Pode ser encontrada nos seguintes países: Costa Rica, Panamá, possivelmente Colômbia e possivelmente em Nicarágua.
Os seus habitats naturais são: florestas subtropicais ou tropicais húmidas de baixa altitude, regiões subtropicais ou tropicais húmidas de alta altitude, plantações , jardins rurais e florestas secundárias altamente degradadas.
Está ameaçada por perda de habitat.